# Ludwig Erich Schmitt
Ludwig Erich Schmitt (* 10. Februar 1908 in Remscheid; † 1. März 1994 in Marburg) war ein deutscher Germanist und Universitätsprofessor.

## Leben
Ludwig E. Schmitt studierte an den Universitäten in Gießen, Berlin und Leipzig Deutsche Philologie. Er promovierte 1934 und habilitierte sich 1941 in Leipzig; sein Lehrer war Theodor Frings.
Von 1941 bis 1943 war Schmitt Professor an der Reichsuniversität Groningen, nach 1945 in Leipzig. 1953 verließ er die DDR und übernahm in Westdeutschland Lehraufträge in Gießen und Köln. Seit 1956 bis zu seiner Emeritierung 1976 war er ordentlicher Professor an der Philipps-Universität Marburg und als Nachfolger von Walther Mitzka Leiter des Instituts „Deutscher Sprachatlas“, das er zu einem großen Forschungsinstitut ausbaute. Er betreute 90 Dissertationen und 16 Habilitationen; an vielen Universitäten lehrten in den 80er Jahren Professoren, die seine Schüler gewesen waren, z. B. Peter von Polenz, Friedhelm Debus, Günter Bellmann, Helmut Henne, Horst Haider Munske, Peter Wiesinger, Oskar Reichmann, Herbert Ernst Wiegand, Alfred Schönfeldt und Hans Peter Althaus.

## Schriften
- als Hrsg.: Hermann Paul: Mittelhochdeutsche Grammatik. 16. Auflage. Halle a. d. S. 1953.
- Untersuchungen zur Entstehung und Struktur der „neuhochdeutschen Schriftsprache“. Band 1: Sprachgeschichte des Thüringisch-Obersächsischen im Spätmittelalter. Die Geschäftssprache von 1300 bis 1500. 2. Auflage, Köln/Graz 1982.
- Kurzer Grundriß der germanischen Philologie bis 1500. 2 Bände, Berlin 1970 und 1971 (Literaturgeschichte).
- Alfred Götze (1876–1946) als Germanist in Leipzig, Freiburg und Giessen. Mit Schriften und Doktorandenverzeichnis von Friedrich Stroh, (= Beiträge zur Deutschen Philologie, Band 50), Gießen 1980.

## Herausgeber
- Deutscher Wortatlas
- Zeitschrift für Mundartforschung
- Deutsche Dialektgeographie
- Mitteldeutsche Forschungen

## Festschriften
- Walther Mitzka (Hrsg.): Wortgeographie und Gesellschaft. Festgabe für Ludwig Erich Schmitt zum 60. Geburtstag am 10. Februar 1968. Berlin: de Gruyter, 1968.
- Horst Haider Munske, Peter von Polenz, Oskar Reichmann, Reiner Hildebrandt (Hrsg.): Deutscher Wortschatz. Lexikologische Studien. Ludwig Erich Schmitt zum 80. Geburtstag von seinen Marburger Schülern. de Gruyter, Berlin/New York 1988, ISBN 3-11-010892-5
- Elisabeth Feldbusch (Hrsg.): Ergebnisse und Aufgaben der Germanistik am Ende des 20. Jahrhunderts. Festschrift für Ludwig Erich Schmitt zum 80. Geburtstag. Olms-Verlag, Hildesheim 1989.